# Пурье, Марвин
Ма́рвин Пурье́ (нем. Marvin Pourié; 8 января 1991, Верне, Германия) — немецкий футболист, нападающий немецкого клуба «Вюрцбургер Киккерс».

## Клубная карьера
Пурье прибыл в «Ливерпуль» из академии дортмундской «Боруссии» летом 2007 года и забил за молодёжный состав 12 голов в первый же год. 5 января 2009 года он вернулся в Германию, подписав контракт с клубом первого дивизиона «Шальке 04». Действие его контракта с «Шальке» было рассчитано до 30 июня 2013 года.
Сразу после прибытия в «Шальке» он был арендован клубом второй Бундеслиги «Мюнхен 1860» до конца сезона 2010/11.
В июне 2011 года Пурье подписал трёхлетний контракт с «Силькеборг» и, тем самым, переехал в чемпионат Дании.
В июле 2013 года Пурье подписал четырёхлетний контракт с клубом «Копенгаген».
27 января 2014 года Пурье заключил контракт с бельгийским клубом «Зюлте-Варегем». Он выступал на правах аренды до лета 2014 года. Он дебютировал за «Зюлте-Варегем» 29 января и забил единственный гол в матче за кубок страны против «Гента».
В августе 2015 года он был вновь отдан в аренду, на этот раз в российский клуб «Уфа». В своей дебютной игре за «Уфу», отдал голевой пас на Дмитрия Стоцкого, который помог обыграть саранскую «Мордовию».

## Международная карьера
Пурье был игроком сборной Германии до 18 лет, сыграв в общей сложности девять игр и забив три гола.

## Личная жизнь
Женат. У пары есть сын.